# Yerbas Buenas
Yerbas Buenas è un comune in Provincia di Linares, nella Regione del Maule in Cile. Il borgo omonimo è localizzato nel centro geografico del Cile, circa 300 km a sud della capitale Santiago.

## Dati
Il borgo di Yerbas Buenas contava circa 1 600 abitanti nel 2002 e il comune circa 16.000. Il 90% della popolazione abita in zone rurali.
Fondata 1774, Yerbas Buenas ha una forte vocazione agricola e frutticola.

## Amministrazione comunale
- Sindaco: Jonathan Norambuena (IND)

## Curiosità
- In castigliano con il nome di yerba buena si indica, in modo popolare, la pianta della menta, alludendo probabilmente ai suoi numerosi usi (farmacologici e culinari).